# Łuk mongolski

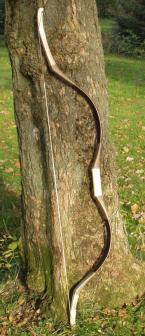
Łuk mongolski

Łuk mongolski – odmiana łuku refleksyjnego (odwracalnego) używana przez armię imperium mongolskiego. Proces wykonania łuku mongolskiego znamy dzięki zachowanej do dzisiaj w Mongolii tradycji (wciąż odbywają się tam zawody strzeleckie).
Rdzeń stanowiła wysuszona brzozowa deseczka, końce wykonane również z drewna musiały mieć naturalne wygięcie; wklejano w nie kościane płytki z wycięciami na cięciwę. Od strony wewnętrznej do brzozowego rdzenia przyklejano długie płaskie płytki z rogu kozła lub bawołu, a do zewnętrznej – odpowiednio spreparowane płytki ze ścięgien zwierzęcych. Owe złożone elementy oklejono paskami kory brzozowej zabezpieczającej przed wilgocią. Na koniec w centralną wewnętrzną cześć wklejano płytkę drewnianą, rogową lub kościaną, a na zewnątrz płytkę kościaną. Cięciwę sporządzano ze splecionych rzemieni z surowej twardej skóry zwierzęcej.

O wyjątkowej pozycji łuku w życiu koczowników Wielkiego Stepu (nie tylko Mongołów) świadczy wzmianka w Tajnej historii Mongołów: 

Jeżeli komuś, kto jeszcze żyje, nieprzyjaciel odbierze kołczan, to po co wtedy żyć? Czy dla męża jest coś piękniejszego, niż leżeć po śmierci ze swoim łukiem i kołczanem?